# 삼가향교
삼가향교(三嘉鄕校)는 대한민국 경상남도 합천군 삼가면에 있는 향교이다. 1983년 8월 12일 경상남도의 유형문화재 제229호로 지정되었다.

## 개요
향교는 훌륭한 유학자를 제사하고 지방민의 유학교육과 교화를 위하여 나라에서 지은 교육기관이다
조선 세종(재위 1418∼1450) 때에 세웠다고 하며, 임진왜란 때 불탄 것을 광해군 4년(1612)에 다시 지었다.
전체적인 건물배치는 공부하는 곳인 명륜당이 앞에 있고 제사지내는 곳인 대성전이 뒤에 있는 전학후묘의 형태이다. 기록상에는 원래 동·서재와 사당인 동·서무가 있었던 것으로 보이나 향교가 교육의 기능을 잃어버리면서 철거된 것으로 보인다. 현재는 출입문이자 휴식공간이었던 풍화루, 명륜당, 사당 출입문인 내삼문, 대성전만이 남아 일직선으로 되어있다. 향교 동쪽 담장에는 책을 보관하는 전사청, 관리사, 사당, 재실 등의 건물이 있다.

## 참고 자료
- 삼가향교 - 국가유산청 국가유산포털